# Archivio federale (Germania)

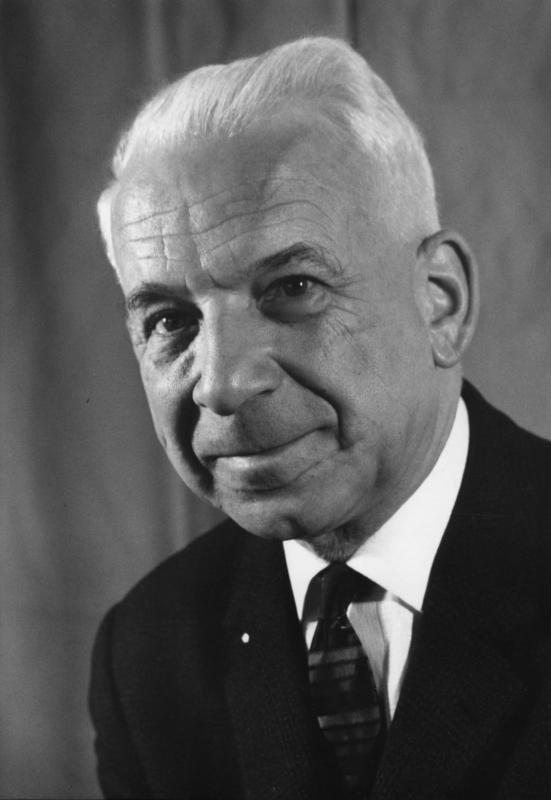
Karl Bruchmann (Direttore degli Archivi nazionali tedeschi dal 1961 al 1967)

L'Archivio federale (in tedesco: Bundesarchiv, in forma abbreviata BArch) è l'archivio di Stato della Germania. Ha sede a Coblenza fin dalla sua fondazione nel 1952.

## Storia
Il predecessore dell'attuale Archivio federale, l'Archivio del Reich (Reichsarchiv), era stato fondato nel 1919 a Potsdam. Esso documentava la storia tedesca a partire dalla nascita della Confederazione della Germania settentrionale nel 1867. Nel 1924 l'Archivio aveva acquisito anche il materiale relativo alla Confederazione Germanica ed al Tribunale camerale dell'Impero. Il documento più antico di questa raccolta risaliva al 1411. Circa la metà di questo archivio fu tuttavia distrutta durante la Seconda guerra mondiale.
Nel 1946 fu fondato a Potsdam, allora zona di occupazione sovietica e poi DDR, l'"Archivio Centrale Tedesco" come continuazione del precedente archivio, almeno per quanto riguardava le parti relative alla Germania orientale. Questo archivio fu poi ribattezzato "Archivio Centrale dello Stato" (Deutsches Zentralarchiv) nel 1973.
Dal canto suo, la Repubblica Federale Tedesca nel 1952, poco dopo la sua fondazione, organizzò il proprio Archivio federale a Coblenza. Esso ereditò i materiali che appartenevano al Reichsarchiv solo per quanto riguardava la Germania occidentale.
Dopo la riunificazione tedesca del 1990 anche gli archivi sono stati unificati, conservando il nome e la sede principale di quello occidentale.
Il 6 dicembre 2008 l'Archivio ha donato 100 000 foto all'enciclopedia in rete Wikipedia.

## Sezioni
L'Archivio federale è diviso in sette sezioni, cui viene aggiunta la SAPMO:

### Sezione Z
Questa sezione costituisce l'amministrazione centrale dell'Archivio federale. Ha sede a Coblenza e Berlino.

### Sezione G
La sezione G rappresenta l'amministrazione delle questioni generali e logistiche. Ha sede a Coblenza e Berlino Lichterfelde. Da essa dipende anche il "Centro di documentazione dei movimenti per la libertà nella storia tedesca" (Erinnerungsstätte für die Freiheitsbewegungen in der deutschen Geschichte), ospitata nel castello di Rastatt.

### Sezione B (BRD)
La sezione B conserva la documentazione dell'amministrazione centrale civile e giudiziaria della Repubblica Federale Tedesca a partire dal 1949, nonché quella relativa alle tre zone d'occupazione occidentali fra il 1945 ed il 1949. Ha sede a Coblenza.

### Sezione R (Reich tedeschi)
La sezione R ha sede a Berlino. Essa si occupa di conservare i documenti civili delle seguenti epoche:
- Sacro Romano Impero (1495–1806)
- Confederazione Germanica (1815–1866)
- Parlamento di Francoforte (1848-1849)
- Confederazione della Germania settentrionale (1867–1871)
- Impero germanico (1871–1918)
- Repubblica di Weimar (1918–1933)
- Germania nazista (1933–1945).

### Sezione DDR
Questa sezione, che ha sede a Berlino, custodisce gli archivi civili degli organi centrali della Repubblica Democratica Tedesca, nonché quelli della precedente zona di occupazione sovietica. Da segnalare che gli archivi della Stasi si trovano ancora presso il Commissariato Federale per gli Archivi della Stasi.

### Sezione MA
Questa sezione, che ha sede a Friburgo in Bresgovia, rappresenta gli archivi miliari tedeschi e conserva la documentazione dei seguenti eserciti:
- Esercito prussiano dal 1867
- Forze Armate della Confederazione della Germania settentrionale (1867–1871)
- Kaiserliche Marine
- Schutztruppen e Freikorps
- Reichswehr, Wehrmacht e Waffen-SS
- Unità militare tedesche al servizio degli Alleati
- Nationale Volksarmee, compreso i DDR-Grenztruppen
- Bundeswehr

Gli archivi relativi alle forze armate degli altri stati tedeschi preunitari si trovano nei rispettivi archivi regionali (Landesarchiven).

### Sezione FA
Questa sezione è l'archivio cinematografico tedesco ed è divisa fra più sedi: Hoppegarten, Berlino-Wilhelmshagen e Coblenza.

### SAPMO
Al di fuori delle sette sezioni è considerata la "Fondazione Archivio dei Partiti e delle Organizzazioni di massa della DDR nell'Archivio federale" (Stiftung Archiv der Parteien und Massenorganisationen der DDR im Bundesarchiv -SAPMO) di Berlino, che raccoglie la documentazione proveniente dai diversi partiti esistenti nella Repubblica Democratica Tedesca  (Partito Socialista Unificato di Germania, Partito Democratico Rurale e Partito Nazional-Democratico), dai sindacati (FDGB) e dalle altre organizzazioni di massa (Libera Gioventù Tedesca, Società per l'amicizia Tedesco-Russa, Unione culturale della DDR), ed inoltre conserva la biblioteca dell'istituto per il Marxismo-Leninismo.

## Direttori dal 1952
- Georg Winter (1952–1960)
- Karl Bruchmann (1961–1967)
- Wolfgang A. Mommsen (1967–1972)
- Hans Booms (1972–1989)
- Friedrich Kahlenberg (1989–1999)
- Hartmut Weber (1999-2011)
- Michael Hollmann (2011-)